# Claes van der Elst
Nicolaas (Claes) van der Elst (Brussel, ca. 1493 – Leiden, ca. 25 juli 1528) was een Brabants pastoor en lutheraan die stierf in gevangenschap. Zijn preken waren de aanleiding voor een grootschalig ketterijproces dat de Brusselse kunstwereld in verlegenheid bracht.

## Leven
Van der Elst groeide op in een welstellend Brussels gezin, nauw verwant met meester-tapijtwever Willem de Kempeneer. Hij schreef zich op 30 augustus 1508 in aan de universiteit van Leuven, waar hij een baccalaureaat in de theologie behaalde. Omstreeks 1523 bekwam hij een aanstelling als parochiepriester van de Antwerpse Sint-Jacobskerk. Tijdens de vasten van 1524 preekte hij ketterse leerstellingen. Zijn sermoenen werden druk bijgewoond en lokten volk tot in Brussel, waaronder de hofschilder Bernard van Orley. De Leuvense professor en inquisiteur Ruard Tapper begon een onderzoek en wist de priester met vaderlijke vermaningen ertoe te bewegen zijn dwalingen ten overstaan van de theologiefaculteit af te zweren, maar aan zijn preken was dit naderhand niet te merken. Hij werd uit het priesterambt ontzet en trok naar Wittenberg, waar hij naar eigen zeggen die lessen van Luyter selver hoorde. Met Gerard Geldenhouwer bezocht hij op 27 oktober 1525 de keurvorst Johan van Saksen in Torgau. Waarschijnlijk zal hij in de vorstelijke residentie ook Melanchton hebben ontmoet. Daarna ging hij wonen bij de hervormingsgezinde schout Jan Hubrechtsz in Amsterdam.
In het najaar van 1526 verbleef Van der Elst in Antwerpen. Hij was geregeld te gast bij Pieter Froymont (huis 'In de Witte Lelye') en maakte afspraken met Brusselaars om vastenpreken te komen geven. Aan een zekere Hubrecht Sternaer gaf hij de Summa der godliker scriftueren mee, een vroegreformatorisch boek dat de verdienstelijkheid van goede werken in vraag stelt zonder voluit luthers te zijn. In de Goede Week bracht Van der Elst zijn plan ten uitvoer en ging hij preken in huizen van Brusselse kunstenaars rond de Sint-Gorikskerk. Op Witte Donderdag, 18 april 1527, reisde hij vermomd en begeleid door Willem van Zwolle – een hoveling van de verdreven Deense koning Christiaan II – van Antwerpen naar Brussel, waar hij ontvangen werd door Bernard van Orley. Van der Elst hield er een 'vermaning' die drie uur duurde, tot middernacht. Van Goede Vrijdag tot Paasmaandag preekte hij twee keer per dag in de kunstenaarshuizen voor ongeveer vijftig belangstellenden, waaronder een goed deel van de artistieke elite (24 tapijtwevers, 10 schilders en de glasschilder Nicolaas Rombauts). Op Pasen bij Pieter de Pannemaeker was er zoveel volk dat men in de tuin moest plaatsnemen. Van der Elst verkondigde onder meer dat priesters zich tijdens de mis niet van het volk mochten afwenden en in de volkstaal moesten preken. Hij keerde zich tegen de bemiddelaarsrol van de heiligen, het winstbejag van de geestelijken, de biecht, het vleesverbod tijdens de vasten... en sprak over het pausdom als de hoer van Babylon.
Op aangifte van Grietken van den Bossche, dienstmeid van tapijtwever Hendrik Tsas, stelde inquisiteur-generaal Nicolaas Coppin op 25 april een gerechtelijk onderzoek in, bijgestaan door raadsheren van de Raad van Brabant. Er volgden grootschalige arrestaties en de schuttersgilden rukten uit vanwege vrees voor stedelijk oproer. Het vonnis, al op 15 juni uitgesproken, was relatief mild: geestelijke straffen, forse boetes, verbeurdverklaring van de huizen waar gepreekt was, en een verbod om Brussel te verlaten. Het economisch belang en de hoge relaties van de kunstensector waren vermoedelijk factoren, al was het belangrijkste ongetwijfeld dat niemand volhardde. Pieter de Pannemaeker en Bernard van Orley verloren hun formele aanstelling aan het hof, maar kregen al in 1530 weer opdrachten.
Van der Elst was de dans ontsprongen door tijdig uit Brussel te vertrekken. Hij had zich in veiligheid gebracht te Leiden maar werd er in april 1528 aangehouden op verdenking van lutheranisme. In afwachting van zijn proces voor het Hof van Holland overleed hij in hechtenis. Hij kreeg een begrafenis zoe men een goet ende eerlick priester doet.